# Selma Nicklass-Kempner
Selma Nicklass-Kempner, född 2 april 1850 i Breslau, död 22 december 1928 i Berlin, var en tysk operasångerska (koloratursopran) och sångpedagog.

## Biografi
Föräldralös kom hon som sexåring till ett barnhem i Berlin, där hennes sångröst upptäcktes på en välgörenhetskonsert. En felaktig skröna som florerade efter hennes bortgång gjorde gällande, att Marianne Brandt fann henne på barnhemmet, gav flickan lektioner och hittade en fosterfamilj åt henne.
Hon studerade sång för Jenny Meyer vid Sternska konservatoriet och debuterade 1870 på Kroll-Oper i Berlin. Året därpå anställdes hon vid Augsburgs stadsteater, 1872 vid stadsteatern i Aachen och var sedan 1873 verksam vid operahuset i Leipzig. Hon var första koloratursopran vid tyska operan i Rotterdam tills hon 1883 flyttade till Wien och bildade familj. 1884 blev hon professor vid Wiens stadskonservatorium och var sånglärare vid Sternska konservatoriet mellan 1895 och 1910, varvid hon efterträdde sin gamla lärare Jenny Mayer. Fram till 1898 gav hon gästspel och konserter, och konserterade för sista i gången i Berlin 1903.
Sammanlagt undervisade hon 580 elever, varav 526 kvinnor, under sina 25 år som sångpedagog. Flera av dem nådde internationell ryktbarhet, såsom Roxy King, Fanny Opfer, Margarethe Krämer-Bergau, Ida Salden, Estelle Liebling, Ottilie Metzger-Lattermann, Rachel Morton, Mathilde Fröhlich, Louise von Ehrenstein, Mary Hagen och Rita Fornia. Hon undervisade även kronprinsessan Stephanie av Belgien, gemål till kronprins Rudolf av Österrike.
Frieda Hempel, Kempners mest framgångsrika elev, beskrev sin lärare från Sternkonservatoriet som liten till växten med grått, tunt hår och kraftig näsa. Besmyckad med juveler sken hon upp klassrummet och hennes sångröst rörde alltid Hempel till tårar. Lektionerna började klockan 10 och varade i mellan sju och nio timmar utan avbrott för lunch. De upp till trettio församlade eleverna fick lyssna till varandra medan Kempner drillade dem individuellt. På några minuter avklarade läraren i klassrummet sin egen måltid bestående av vitt bröd med kaviar och därtill en halv flaska champagne. Kempner var krävande och skickade hem underpresterande, men skällde aldrig på eleverna. Hennes metoder, menade Hempel, gjorde inledningsvis lektionerna långtråkiga, men visade sig vara effektiva.
Kempner gifte sig i Wien med fabrikschefen Georg Nicklass. De fyra barnen Rudolf, Emmy, Siegfried och Bertha blev alla musiker. Siegfried studerade piano hos Martin Krause och Ernest Jedliczka samt var elev till kapellmästare Hans Pfitzner. Han blev sedermera operettkompositör och emigrerade 1933 till USA. De andra barnen blev vokalister; Emmy studerade hos operasångaren Nikolaus Rothmühl och Bertha vid Leo Friedrichs operaskola.